# Гандахар: Световые годы
«Гандаха́р» (фр. Gandahar : Les Années-lumière, англ. Gandahar: Light Years) — рисованный французский фантастический мультфильм Рене Лалу 1988 года. Экранизация романа Жан-Пьера Андревона «Люди-машины против Гандахара» (Les hommes-machines contre Gandahar).
Был номинирован на премию в категории «лучший фильм» МКФ фантастических фильмов «Fantasporto».

## Сюжет
На планете Тридан, гуманоиды мирно и в гармонии с природой живут в стране Гандахар, которой правят королева Амбисекстра и Совет женщин. Однажды, металлические люди начинают сеять ужас на границах Гандахара, опустошая целые деревни и постепенно продвигаясь к столице Жаспер. Королева отправляет на разведку молодого рыцаря Сильвена. Он обнаруживает, что металлические воины превращают жителей страны в камень, прежде чем запереть их в яйцевидные капсулы, в которых люди оживают, и переправляют их через таинственный портал в неизвестном направлении, а обратно возвращаются роботы.
Окаменевший и захваченный людьми-машинами Сильвен просыпается внутри одного из этих яиц, в компании молодой женщины Эрель. Через некоторое время, обоих освобождает гигантская рептилия, которая принимает яйца за собственную кладку. Им удается сбежать и обнаружить военный лагерь людей-машин, а также таинственную дверь, из которой выходят люди-машины. Сев тайком на корабль людей-машин, Сильвен и Эрель обнаруживают, что те поклоняются Метаморфису, искусственному супермозгу, продукту давнего эксперимента, и выполняют его приказы. При таких неромантичных обстоятельствах, Сильвен и Эрель влюбляются друг в друга.
Сильвен требует от Метаморфиса посвятить его в окружающий мир, но тот отказывается объяснять ему происходящее, погружает его в капсулу и опускает на дно океана на 1000 лет в состоянии крио-сна. Тем временем, люди-машины прибывают в Жаспер; как только трансформированные присоединяются к рядам гандахарцев, королева Амбисекстра запускает спасательное устройство, которое позволяет цитадели Жаспера взмыть в небо, спасая некоторых жителей.
Спустя тысячу лет, Сильвен просыпается и обнаруживает, что мир превратился в металлическую крепость, которой правят люди-машины. Метаморфис, постаревший и обезумевший от перспективы собственной смерти, отправил свои легионы в прошлое. Когда трансформированные освобождают гандахарцев и начинают отчаянную борьбу с людьми-Машинами, Сильвен пробивается к Метаморфису и в конечном итоге умудряется убить его. Сильвен и трансформированные возвращаются в настоящее через временную дверь прямо перед тем, как она закроется. В настоящем времени, люди-машины исчезают, цитадель Жаспера может вернуться на прежнее место, Гандахар спасен, а Сильвен находит Эрель.

## Озвучивание
- Пьер-Мари Эскурру — Сильвен
- Катрин Шевалье — Эрель
- Жорж Вильсон — Метаморфис
- Анни Дюпре — Амбисекстра
- Жан-Пьер Дюко — Бламинор
- Кристин Парис — пресс-секретарь Совета женщин
- Оливье Крувелье — робот
- Доминик Морен — робот
- Жан-Жак Шеффер — робот
- Филип Дюкло — робот